# Nederlandse Federatie van Christelijke Muziekbonden
De Nederlandse Federatie van Christelijke Muziekbonden (NFCM) was, naast de Koninklijke Nederlandse Federatie van Muziekverenigingen (KNFM) en Federatie van Katholieke Muziekbonden in Nederland (FKM), een belangenorganisatie voor blaas- en slagwerkmuziek. Ze was onder andere aangesloten bij de European Brass Band Association, gevestigd in Zwitserland, en de Union Européenne des Musiciens met hoofdzetel in de stad Luxemburg.
Het doel van de NFCM was het bevorderen van de amateurmuziekbeoefening en daaraan verwante vormen van amateurkunstbeoefening.
De NFCM en haar bonden waren christelijke organisaties. Dit wil zeggen dat zij de Bijbel hanteerden als richtsnoer bij de uitoefening van hun taken. De NFCM gaf het maandelijkse blad De muziekbode uit, dat tot januari 1979 De christelijke muziekbode heette.
Rond 2011 werd de NFCM opgeheven.